# Mario Mirković
Mario Mirković (Zagreb, 17. prosinca 1969.) je hrvatski kazališni, televizijski, filmski glumac i skladatelj.

## Filmografija

### Televizijske uloge
- "Stipe u gostima" kao gitarista (2011.)
- "Bitange i princeze" kao Boras/Tužitelj (2007., 2010.)
- "Zakon!" kao pirgonaut Vojo (2009.)
- "Luda kuća" kao Lovro (2007.)
- "Naša mala klinika" kao Savo Šarić (2005.)
- "Smogovci" kao Cobra Vragec (1982. – 1997.)

### Filmske uloge
- "Naši sretni trenuci" (2007.)
- "Nausikaja" kao Karlo (1994.)
- "Papa mora umrijeti" kao Joeov sastav (1991.)
- "The War Boy" kao Anton (1985.)
- "Tajna starog tavana" kao Miro (1984.)
- "S.P.U.K." kao Miro (1983.)

### Sinkronizacija
- "Galileo, ipak se kreće" kao ptica Lello, štakor Brumelio, stanovnik planeta Đost, ptica Ideja, dužd, kralj Pero, Zorkin tata, dječak Artur, arhitekt Marko, eskimac Tituk i čarapa (2020.)
- "Čudesni park" kao Kiki (2019.)
- "Cvjetkov rasadnik" (2018.)
- "Vrijeme je za priču" kao razni likovi (car Ping Chu, sivi slavuj pjevac, Addin otac Kostii, Kumakoue, sivi slon, Vikram, Višanka, stari pustinjak, zmaj kralj Riyunđin, majmun, mladić/starac aboridžin, indijanac Stari Divlji Medvjed, car od žada, Vijetnamac, čagalj, irski poljoprivrednik i ribar Utek (S1); Odin i vikinški mornar, Saloum, Liang, vilenjak Haraldus, Zlokrtica, Pepin i kornjača Honu (S2))
- "Tvrd orah, 2" kao Bobi (2014., 2017.)
- "Kućni ljubimci: Divlji u srcu" kao pripovjedač
- "Pustolovine Vilka i Tile" kao glazbeni suradnik
- "Mačje tajne" kao spiker
- "Pustolovine Prudence Petitpas" kao Žožo (2013.)
- "Zambezija" kao Kai (2012.)
- "Svemirska avantura" (2010.)
- "Priča o mišu zvanom Despero" (2008.)
- "Osmjehni se i kreni! i čađa s dva Plamenika" (2007.)
- "Divlji valovi" kao Miki Abramović (2007.)
- "Obitelj Robinson" kao Spajk/Dimitri (2007.)
- "Osmjehni se i kreni! i čađa s dva Plamenika" kao Nedeb (2007.)
- "Medvjedići 2" kao vokal u uvodnoj pjesmi
- "Medvjedići" kao vokal u uvodnoj pjesmi
- "O mačkama i psima" kao Piki (RTL televizija i Project 6) (2006.)
- "Hrabri Pero" kao Pero (2005.)
- "Okretala se i čarolija zrcala" (2004.)
- "Merlin protiv Djeda Mraza"
- "Animanijaci" kao Yakko
- "Uskršnji lov na jaje" kao mali Zeko (Golden Films)
- "Čarobni mač" kao Garret (1999.)
- "Coco i Drila: Čarobna vreća Djeda Božičnjaka" kao Coco (1999.)
- "Princezin dvorac" kao Antonio (Golden Films) (1999.)
- "Anastazija" kao Alexei i Aleksandar (Golden Films) (1998.)
- "Kralj džungle" kao majmun Glupko (vokal) (Golden Films) (1998.)
- "Hercules" kao Hercules (Golden Films) (1998.)
- "Čarobna Božićna pustolovina" kao Pikec (1997.)
- "Jura iz džungle 2" kao Jura (1996.)
- "Janko Strižić" kao vokal u uvodnoj pjesmi
- "Popaj i sin" kao Popaj Junior (Blitz Film i Video sink.)

## Vanjske poveznice
- Mario Mirković u internetskoj bazi filmova IMDb-u (engl.)
- Stranica na Kazalište Kerempuh.hr  Arhivirana inačica izvorne stranice od 11. lipnja 2007. (Wayback Machine)